# ویکتوریا لنیشین
ویکتوریا لنیشین (اوکراینی: Вікторія Андріївна Ленишин؛ زادهٔ ۲۵ مهٔ ۱۹۹۱) ژیمناست ریتمیک اهل اوکراین است.